# 加藤晴久
加藤 晴久（かとう はるひさ、1935年5月1日 - ）は、日本のフランス文学者、翻訳者。東京大学名誉教授、恵泉女学園大学名誉教授。

## 略歴
東京生まれ。1958年東京大学文学部仏文科卒、1960年同大学院修士課程修了、1961－1964年（フランス国立高等師範学校）に留学、東京大学文学部助手、明治学院大学講師を経て、1969年東京大学教養学部助教授（フランス語）、1990年教授、1996年定年退官し恵泉女学園大学教授、2004年に退職。日本フランス語教育学会会長（1991-1997）。国際フランス語教員連合副会長（1992-1996）。
フランス共和国政府より芸術文化勲章（シュバリエ）と教育功労章（オフィシエ）をそれぞれ受章している。

## 著書
- 『フランス語会話110番 こんなときどう言う? 日常生活編』旺文社 1987
- 『フランス語会話110番 こんなときどう言う? フランス旅行編』旺文社 1988
- 『NHK気軽に学ぶフランス語』日本放送出版協会 1987
- 『気軽に学ぶフランス語』日本放送出版協会 2004
- 『憂い顔の『星の王子さま』』書肆心水 2007
- 『ブルデュー 闘う知識人』講談社選書メチエ　2015
- 『『ル・モンド』から世界を読む』藤原書店　2016

### 共著
- 日英対照のフランス語会話 花本金吾共著 旺文社 1990
- テレスコ-プ 平野和彦共著 朝日出版社 1998
- 基本表現80で身につくフランス語 使えるフランス語をモノにする! 平野和彦共著 かんき出版 2000
- 初級フランス語読本 時事テーマで学ぶ 一戸とおる共著 朝日出版社 2000
- A la page 2010, Michel Sagaz 共著、朝日出版社、2010
- A la page 2011, Michel Sagaz 共著、朝日出版社、2011
- A la page 2012, Michel Sagaz 共著、朝日出版社、2012
- A la page 2013, Michel Sagaz 共著、朝日出版社、2013
- A la page 2014, Michel Sagaz 共著、朝日出版社、2014
- A la page 2015, Michel Sagaz 共著、朝日出版社、2015
- A la page  2016, Michel Sagaz 共著、朝日出版社、2016
- A la page 2017, Michel Sagaz 共著、朝日出版社、2017
- A la page 2018, Michel Sagaz 共著、朝日出版社、2018
- A la page 2019, Michel Sagaz 共著、朝日出版社、2019

## 編著
- ピエール・ブルデュー 超領域の人間学 編訳 藤原書店 1990
- ピエール・ブルデュー 1930-2002 編訳 藤原書店 2002

## 翻訳
- 黒い皮膚・白い仮面 フランツ・ファノン著作集 海老坂武共訳　みすず書房 1970、新版・みすずライブラリー　1998
- 地底旅行 ジュール・ヴェルヌ 中央公論社〈世界の文学20〉 1972
- 構造主義入門 理論から応用まで J.B.ファージュ 大修館書店 1972
- 古代の唯物論者たち ポール・ニザン著作集　晶文社 1974
- プロレタリア独裁とはなにか エティエンヌ・バリバール 新評論 1978
- 共産党のなかでこれ以上続いてはならないこと ルイ・アルチュセール 新評論 1979
- 現代フランスの思想 サルトルからフーコーまで ジャン＝リュック・シャリュモー 大修館書店 1981
- ピフ 日仏対訳 C.アルナル エンタプライズ 1981
- 赤ちゃんは知っている 認知科学のフロンティア ジャック・メレール、E・デュプー 増茂和男共訳 藤原書店 1997
- 市場独裁主義批判 ブルデュー 藤原書店 2000
- ピエール・ブルデュー来日記念講演2000　恵泉女学園大学発行　藤原書店発売　2001
- 政治 政治学から「政治界」の科学へ ブルデュー 藤本一勇共訳 藤原書店 2003
- 自分で訳す星の王子さま アントワーヌ・ド・サン＝テグジュペリ 注釈 三修社 2006
- 実践理性 行動の理論について ブルデュー 共訳 藤原書店 2007
- 赤ちゃんはコトバをどのように習得するか 誕生から2歳まで  B・ド・ボワソン＝バルディ 増茂和男共訳 藤原書店 2008
- パスカル的省察 ピエール・ブルデュー 藤原書店 2009
- 科学の科学 ピエール・ブルデュー 藤原書店 2010
- 自己分析 ピエール・ブルデュー 藤原書店 2011
- 知の総合をめざして ピエール・ブルデュー 倉方健作 共訳、藤原書店、2017
- 世界の悲惨、全３冊、ピエール・ブルデュー編、共訳、藤原書店、2020